# 穩發161號
穩發161是一艘台灣籍漁船，在2009年4月於塞舌尔附近海域被劫持，至到2010年2月11日獲得贖金後才放人，期間這船曾是快桅阿拉巴馬號劫持案的母舰。船上共30名船員，分別來自中國大陸、台灣、菲律賓和印尼，其中台灣籍的船員只有2人。劫船者共四名，他們乘小艇靠近穩發161號後，迅速爬繩梯登上漁船，身上攜帶步槍。其中兩人因為沒有被劫持者適當照顧，因營養不良而去世。這船有可能是被阿布杜瓦利·繆斯劫持，他是快桅阿拉巴馬號劫持案的首領。
在經過一輪談判後，海盜得到贖金後，於到2010年2月11日釋放所有人，而這船亦在2010年3月5日回到高雄港。贖金金額沒有對外公佈，但外界認為大約是100萬美元。